# Anomala heydeni
Anomala heydeni är en skalbaggsart som beskrevs av Imre Frivaldszky 1892. Anomala heydeni ingår i släktet Anomala och familjen Rutelidae. Inga underarter finns listade i Catalogue of Life.